# USL Championship
Die USL Championship (vorher United Soccer League und USL Pro) ist eine professionelle Herren-Fußballliga in den Vereinigten Staaten und Kanada.
Die Liga ist offiziell durch die United States Soccer Federation als Division II Professional League genehmigt worden und damit als zweite Liga im US-amerikanischen Fußballligensystem angesiedelt. In der kanadischen Ligastruktur steht sie auch an zweiter Stelle. Parallel war bis 2017 die North American Soccer League ebenfalls zweite Liga in den beiden Ländern.
Die Spielklasse wurde 2010 gegründet und nahm 2011 ihren Ligabetrieb auf. Die USL gehört zur United-Soccer-League-Organisation und wird von dieser auch betrieben. In ihr wurden die bisherigen Ligen USL First Division und USL Second Division zusammengefasst. Dieses geht auch auf den Streit zwischen USL und NASL zurück, aus dem für die Saison 2010 die temporäre USSF Division 2 Professional League hervorging.

## Geschichte

### Gründung der USL Pro
Am 8. September gab die USL die Gründung der Professional Division in einer Presseerklärung bekannt. Schon am 11. August 2010 gaben der Dayton Dutch Lions FC bekannt an der neuen „USL-Pro Championship Division“ (ehemals USL-2) teilnehmen zu wollen. Bis dahin war dies der inoffizielle Name der Liga. Mit dieser Erklärung stand die erste Mannschaft für die Saison 2011 fest. Auch die Richmond Kickers gaben wenig später bekannt an der Liga teilnehmen zu wollen. Mit dem Abgang der Portland Timbers in Richtung Major League Soccer und der Erklärung der Puerto Rico Islanders an der neuen NASL teilnehmen zu wollen, waren die Austin Aztex das einzige Team der USL First Division, welche sich für die USL Pro entschieden hatten. Die Aztex wurden später in Orlando City umbenannt.
Am 22. September 2010 fand eine Pressekonferenz in San Juan, Puerto Rico statt, in der die beiden Vereine Sevilla FC Puerto Rico und Club Atlético River Plate Puerto Rico bekannt gaben an der USL Pro teilzunehmen. Auch Antigua Barracuda wird als neues Team seinen Einzug in die Liga machen.
In den kommenden Wochen folgten immer mehr Mannschaften in die USL Professional Division. Am 9. Dezember 2010 kam mit Puerto Rico United die letzte Mannschaft hinzu.
Am 10. Mai 2011 gab die USL bekannt, dass die drei Mannschaften aus Puerto Rico, Puerto Rico United, River Plate Puerto Rico und Sevilla Puerto Rico, nicht länger am Spielbetrieb teilnehmen werden. Damit wurde die Vereinbarung mit der Puerto Rico Soccer League „reformiert“. Die drei RPSL Klubs wurden aus wirtschaftlichen Gründen nicht mehr zugelassen. Die drei anderen Mannschaften in der International Division wurden auf die anderen Divisionen aufgeteilt.

### Start der Liga (2011–2012)
Nach der Austragung der ersten Saison wurde bekannt, dass der FC New York nicht weiter am Spielbetrieb teilnehmen wird. Daraus resultiert, dass es keine Aufteilung mehr in zwei Divisionen gibt, sondern eine Einheitstabelle gebildet wird.

### Partnerschaft mit der MLS (2013)
Am 23. Januar 2013 wurde eine umfassende Partnerschaft zwischen der Major League Soccer und der USL Pro vereinbart. In diesem Schritt wurde verabschiedet, dass diverse MLS-Klubs Partnerschaften mit USL Pro Teams eingehen. Durch diese Partnerschaften sollen Spieler in beiden Ligen besser ausgebildet werden, z. B. durch Leihtransfers. Aber auch wirtschaftlich sollen sich hier positive Effekte ergeben. In den nächsten Schritten werden die Reservemannschaft der MLS, die bis dahin noch in der MLS Reserve League spielten, in die USL Pro eingegliedert. Den Anfang machte zur Saison 2014 die Reserve-Mannschaft von Los Angeles Galaxy. Des Weiteren wurden die anderen Reserve Mannschaften mit in den Ligabetrieb für diese Saison integriert. Das heißt, alle USL Pro Mannschaften spielten auch gegen die MLS Reserve Teams.
Nach der Saison 2013 stellten die Teams VSI Tampa Bay und Antigua Barracuda ihren Spielbetrieb ein. Die Mannschaft Los Angeles Blues nannte sich im Frühjahr 2014 in Orange County Blues FC um. Das Franchise Phoenix FC wurde abgemeldet und durch Arizona United SC ersetzt. Zur Saison 2015 gab es wiederum Änderungen im Teilnehmerfeld. Orlando City wechselt in die Major League Soccer. Die Charlotte Eagles haben ihre Lizenz an Charlotte Independence abgegeben. Mit den Colorado Springs Switchbacks, Louisville City, FC Montréal, Real Monarchs und den Tulsa Roughnecks kommen weitere fünf Mannschaften hinzu.
Am 2. Oktober 2014 wurde bekannt, dass sich die Reservemannschaften der Major-League-Soccer-Mannschaften Portland Timbers und Seattle Sounders FC der USL Pro anschließen werden. Auch die New York Red Bulls stellen eine eigene Mannschaft. Für 2016 haben der FC Dallas und Houston Dynamo angekündigt, eigene Reserveteams stellen zu wollen.

### Änderung des Liganamens (2015)
2015 wurde der Liganame in United Soccer League geändert. Auch das Logo wurde angepasst. Zudem strebt die USL wieder den Status einer zweiten Liga in den USA zu haben.

### Weitere Entwicklung ab 2015
Am 15. Juli 2015 ging ein weiteres Franchise an die Lone Star, LLC. Diese gründeten die Mannschaft Rio Grande Valley Toros, welche in Edinburg, Texas beheimatet ist und offizieller Partner des MLS-Franchises Houston Dynamo wird. Rio Grande wird ab der Saison 2016 in der USL spielen.
Ein weiteres Franchise wurde am 12. August 2015 bestätigt. Der FC Cincinnati wird damit das 26. Franchise der United Soccer League sein und auch ab der Saison 2016 in der Liga spielen.
Am 19. August 2015 gründete Philadelphia Union ein weiteres USL-Franchise. Der Bethlehem Steel FC stammt aus der Metropolregion Lehigh Valley und ist offizieller Partner von Philadelphia.
Die Austin Aztex gaben am 2. Oktober bekannt, dass sie die Saison 2016 aussetzen würden und erst 2017 wieder zurückkehren würden. Dies wurde jedoch nicht umgesetzt und das Team stellte den Spielbetrieb vollständig ein. Grund hierfür war, dass im Mai 2015 das Stadion House Park durch eine Flutwelle getroffen wurde.
Weitere neue Teams in der Saison 2017 sind Ottawa Fury, Tampa Bay Rowdies (jeweils aus der NASL) sowie Teams aus Reno und Nashville. Das Franchise FC Montréal wurde zur Saison 2017 aufgelöst, die Wilmington Hammerheads wechseln in die Premier Development League.
Am 6. Januar 2017 wurde der Liga von der United States Soccer Federation offiziell der Status als zweite nationale Liga erteilt.
Die United Soccer League gab Ende September 2018 bekannt, dass die United Soccer League mit Beginn der Saison 2019 in USL Championship umbenannt wird. Im Zuge dessen werden auch die anderen Ligen umbenannt, damit sich eine einheitliche Struktur ergibt: Die USL Championship als höchste Liga unterhalb der Major League Soccer, der USL League One als unterste Liga im US-amerikanischen Profi-Fußball sowie die USL League Two als Amateur-Liga mit gezielter Förderung und Perspektive für den Eintritt in den Profisport.
Zur Saison 2022 gründete die Major League Soccer die MLS Next Pro. Daraufhin wechselten die MLS-Farmteams Real Monarchs, Sporting Kansas City II und Tacoma Defiance in die neue Liga. Mit dem Detroit City FC und Monterey Bay FC wurden zwei neue Teams in die Liga aufgenommen, die fortan aus 27 Mannschaften bestand. Zur Saison 2023 verließen Atlanta United 2, die LA Galaxy II und die New York Red Bulls II die USL Championship in die MLS Next Pro. Eigentlich sollte auch Loudoun United in die neue Liga wechseln, jedoch wurde der Plan vorerst verworfen. Da D.C. United die Hauptanteile an Loudoun United im Februar 2023 verkaufte, gibt es seit der Saison 2023 keine MLS-Farmteams mehr. Die Liga besteht seither aus 24 Franchises.

## Modus
Zur Saison 2015 wurde die Liga in zwei Conferences, West und East, aufgeteilt. Jede Mannschaft trägt 28 Spiele aus. Innerhalb der Conferences spielt jedes Team zweimal gegen die jeweils anderen Mannschaften. Darüber hinaus spielt jede Mannschaft gegen drei Mannschaften aus der jeweils anderen Conference. Am Ende der Regular Season qualifizieren sich die besten sechs Mannschaften für die Play-offs.

## Organisation

### Eigentümer
Die United Soccer League wird von der United Soccer Leagues geleitet und organisiert. Die USL wurde 1986 gegründet und hat ihren Hauptsitz in Tampa, Florida. Die Organisation betreibt neben der USL noch weitere Ligen im Amateur und Jugendbereich.

### Medien
Alle Spiele werden über Fox Soccer Channel landesweit ausgestrahlt. Des Weiteren hat jede Mannschaft seine eigenen Medienpartner, wo die Spiele entweder über das regionale Fernsehen und/oder Radio zu sehen und hören sind. Seit der Saison 2014 ist es auch möglich alle Spiele über YouTube zu sehen.

## Franchises
Die Liga besteht in der Saison 2025 aus folgenden Franchises:
| Birmingham |

| Cary |

| Hamtramck |

| Hartford |

| Indianapolis |

| Leesburg |

| Louisville |

| Miami |

| Mount Pleasant |

| Pawtucket |

| Pittsburgh |

| Saint Petersburg |

| Albuquerque |

| Colorado Springs |

| El Paso |

| Irvine |

| Las Vegas |

| Lexington |

| Oakland |

| Phoenix |

| Sacramento |

| San Antonio |

| Seaside |

| Tulsa |

### Eastern Conference
| Franchise                                     | Einstieg (USL) | Standort         | Bundesstaat/Provinz |
| --------------------------------------------- | -------------- | ---------------- | ------------------- |
| Birmingham Legion                             | 2019           | Birmingham       | Alabama             |
| Charleston Battery                            | 2011           | Mount Pleasant   | South Carolina      |
| Detroit City FC                               | 2022           | Hamtramck        | Michigan            |
| Hartford Athletic                             | 2019           | Hartford         | Connecticut         |
| Indy Eleven                                   | 2018           | Indianapolis     | Indiana             |
| Loudoun United                                | 2019           | Leesburg         | Virginia            |
| Louisville City FC                            | 2015           | Louisville       | Kentucky            |
| Miami FC                                      | 2020           | Miami            | Florida             |
| North Carolina FC (2021–2023: USL League One) | 2018, 2024     | Cary             | North Carolina      |
| Pittsburgh Riverhounds                        | 2011           | Pittsburgh       | Pennsylvania        |
| Rhode Island FC                               | 2024           | Pawtucket        | Rhode Island        |
| Tampa Bay Rowdies                             | 2017           | Saint Petersburg | Florida             |

### Western Conference
| Franchise                    | Einstieg (USL) | Standort         | Bundesstaat/Provinz |
| ---------------------------- | -------------- | ---------------- | ------------------- |
| Colorado Springs Switchbacks | 2015           | Colorado Springs | Colorado            |
| El Paso Locomotive           | 2019           | El Paso          | Texas               |
| Las Vegas Lights             | 2018           | Las Vegas        | Nevada              |
| Lexington SC                 | 2025           | Lexington        | Kentucky            |
| Monterey Bay FC              | 2022           | Seaside          | Kalifornien         |
| New Mexico United            | 2019           | Albuquerque      | New Mexico          |
| Oakland Roots                | 2021           | Oakland          | Kalifornien         |
| Orange County SC             | 2011           | Irvine           | Kalifornien         |
| Phoenix Rising               | 2014           | Phoenix          | Arizona             |
| Sacramento Republic          | 2014           | Sacramento       | Kalifornien         |
| San Antonio FC               | 2016           | San Antonio      | Texas               |
| FC Tulsa                     | 2015           | Tulsa            | Oklahoma            |

### Pausierende Franchises
| Franchise            | Einstieg (USL) | Letzte Saison | Wiedereinstieg |
| -------------------- | -------------- | ------------- | -------------- |
| Oklahoma City Energy | 2014           | 2021          | 2027           |

### Zukünftige Franchises
| Franchise                  | Einstieg | Ort                    | Bundesstaat/Provinz |
| -------------------------- | -------- | ---------------------- | ------------------- |
| Brooklyn FC                | 2026     | New York City-Brooklyn | New York            |
| Buffalo                    | 2026     | Buffalo                | New York            |
| Dallas                     | 2027     | Garland                | Texas               |
| Iowa                       | offen    | Des Moines             | Iowa                |
| Sporting Club Jacksonville | 2026     | Jacksonville, Florida  | Florida             |
| Milwaukee                  | 2026     | Milwaukee              | Wisconsin           |
| Ozark United               | 2026     | Rogers                 | Arkansas            |
| Palm Beach                 | offen    | Palm Beach County      | Florida             |
| Santa Barbara Sky          | 2026     | Santa Barbara          | Kalifornien         |

### Ehemalige Franchises
| Franchise               | Einstieg | Letzte Saison | Ort                         | Land                |
| ----------------------- | -------- | ------------- | --------------------------- | ------------------- |
| Antigua Barracuda       | 2011     | 2013          | Saint John’s                | Antigua und Barbuda |
| Atlanta United 2        | 2018     | 2022          | Kennesaw, Georgia           | Vereinigte Staaten  |
| Austin Aztex            | 2011     | 2017          | Austin, Texas               | Vereinigte Staaten  |
| Austin Bold             | 2019     | 2021          | Elroy                       | Texas               |
| Charlotte Eagles        | 2011     | 2014          | Charlotte, North Carolina   | Vereinigte Staaten  |
| Charlotte Independence  | 2015     | 2021          | Charlotte, North Carolina   | Vereinigte Staaten  |
| FC Cincinnati           | 2015     | 2018          | Cincinnati, Ohio            | Vereinigte Staaten  |
| Dayton Dutch Lions      | 2011     | 2014          | West Carrollton, Ohio       | Vereinigte Staaten  |
| Sporting Kansas City II | 2016     | 2021          | Kansas City, Kansas         | Vereinigte Staaten  |
| Memphis 901 FC          | 2019     | 2024          | Memphis                     | Tennessee           |
| FC Montréal             | 2015     | 2016          | Montréal                    | Kanada              |
| FC New York             | 2011     | 2011          | New York City, New York     | Vereinigte Staaten  |
| Fresno FC               | 2017     | 2019          | Fresno, Kalifornien         | Vereinigte Staaten  |
| LA Galaxy II            | 2014     | 2022          | Carson, Kalifornien         | Vereinigte Staaten  |
| Nashville SC            | 2016     | 2019          | Nashville, Tennessee        | Vereinigte Staaten  |
| New York Red Bulls II   | 2015     | 2022          | Montclair, New Jersey       | Vereinigte Staaten  |
| North Carolina FC       | 2018     | 2020          | Cary, North Carolina        | Vereinigte Staaten  |
| Orlando City B          | 2016     | 2017          | Orlando, Florida            | Vereinigte Staaten  |
| Orlando City SC         | 2011     | 2014          | Orlando, Florida            | Vereinigte Staaten  |
| Ottawa Fury             | 2017     | 2019          | Ottawa                      | Kanada              |
| Penn FC                 | 2011     | 2018          | Harrisburg, Pennsylvania    | Vereinigte Staaten  |
| Philadelphia Union II   | 2015     | 2020          | Chester, Pennsylvania       | Vereinigte Staaten  |
| Phoenix FC              | 2013     | 2013          | Phoenix, Arizona            | Vereinigte Staaten  |
| Portland Timbers 2      | 2015     | 2020          | Hillshoro, Oregon           | Vereinigte Staaten  |
| FC Sevilla Puerto Rico  | 2011     | 2011          | Juncos                      | Puerto Rico         |
| Puerto Rico United      | 2011     | 2011          | Aguada                      | Puerto Rico         |
| Real Monarchs           | 2015     | 2021          | Herriman, Utah              | Vereinigte Staaten  |
| Reno 1868 FC            | 2017     | 2020          | Reno, Nevada                | Vereinigte Staaten  |
| Richmond Kickers        | 2011     | 2018          | Richmond, Virginia          | Vereinigte Staaten  |
| Rio Grande Valley Toros | 2016     | 2023          | Edinburg                    | Texas               |
| River Plate Puerto Rico | 2011     | 2011          | Fajardo                     | Puerto Rico         |
| Rochester Rhinos        | 2011     | 2017          | Rochester, New York         | Vereinigte Staaten  |
| Saint Louis FC          | 2014     | 2020          | Fenton, Missouri            | Vereinigte Staaten  |
| San Diego Loyal         | 2020     | 2023          | San Diego                   | Kalifornien         |
| Tacoma Defiance         | 2015     | 2021          | Tacoma, Washington          | Vereinigte Staaten  |
| Tampa Bay FC            | 2013     | 2013          | Plant City, Florida         | Vereinigte Staaten  |
| Toronto FC II           | 2011     | 2018          | Toronto, Ontario            | Kanada              |
| Vancouver Whitecaps 2   | 2015     | 2017          | Vancouver, British Columbia | Kanada              |
| Wilmington Hammerheads  | 2011     | 2016          | Wilmington, North Carolina  | Vereinigte Staaten  |

## Meisterschaften
| Saison | Players' Shield (Regular Season)                      | USL (Pro) Championship Series                         |
| ------ | ----------------------------------------------------- | ----------------------------------------------------- |
| 2011   | Orlando City                                          | Orlando City                                          |
| 2012   | Orlando City                                          | Charleston Battery                                    |
| 2013   | Richmond Kickers                                      | Orlando City                                          |
| 2014   | Orlando City                                          | Sacramento Republic                                   |
| 2015   | Rochester Rhinos                                      | Rochester Rhinos                                      |
| 2016   | New York Red Bulls II                                 | New York Red Bulls II                                 |
| 2017   | Real Monarchs                                         | Louisville City FC                                    |
| 2018   | FC Cincinnati                                         | Louisville City FC                                    |
| 2019   | Phoenix Rising FC                                     | Real Monarchs                                         |
| 2020   | Keine Meisterschaften verliehen aufgrund von COVID-19 | Keine Meisterschaften verliehen aufgrund von COVID-19 |
| 2021   | Tampa Bay Rowdies                                     | Orange County SC                                      |
| 2022   | San Antonio FC                                        | San Antonio FC                                        |
| 2023   | Pittsburgh Riverhounds FC                             | Phoenix Rising FC                                     |
| 2024   | Louisville City FC                                    | Colorado Springs Switchbacks FC                       |